# 小野勝美
小野 勝美（おの かつみ、1969年4月14日 - ）は、秋田県出身の男性俳優、ファッションモデル。モデル名は小野 寛悦（おの　かんえつ）。身長186cm。血液型はO型。

## 人物・来歴
東京農業大学農学部卒業。
趣味、特技は水泳、スキューバダイビング。
大学在学中、ファミレスでアルバイトしているところスカウトされる。
その後ジョルジオ・アルマーニ、フェンディといった数々のブランドのショーを経験する。

## 主な出演

### MAGAZINE
- MEN'S CLUB
- Gainer

### CM
- アサヒビール
- サントリー
- NEC
- 日産
- コカ・コーラ

### PV
- MERCEDES BENZ

### SHOW
- GIORGIO ARMANI
- HUGO BOSS
- FENDI(1999-2000 S/S MILANO COLLECTION)
- LEONARD